# Lophothrix quadrispinosa
Lophothrix quadrispinosa är en kräftdjursart som beskrevs av Wolfenden 1911. Lophothrix quadrispinosa ingår i släktet Lophothrix och familjen Scolecitrichidae. Inga underarter finns listade i Catalogue of Life.